# Ilmenau (stacja kolejowa)
Ilmenau – stacja kolejowa w Ilmenau, w kraju związkowym Turyngia, w Niemczech. Według klasyfikacji DB posiada kategorię 6.